# Jusqu'au bout (chanson)
Pour les articles homonymes, voir Jusqu'au bout.
Singles par Amel Bent
Demain
(2020) 1,2,3
(2020)
Singles par Imen Es
1re fois
(2020) Unité
(2020)
Clip vidéo
[vidéo] « Jusqu'au bout », sur YouTube
Jusqu'au bout est une chanson de la chanteuse française Amel Bent en duo avec Imen Es, parue sur les albums Nos vies et Vivante. Elle est écrite par Vitaa, Amel Bent, John Mamann et Renaud Rebillaud. La chanson est sortie le 12 juin 2020 sous le label Island Def Jam,,.

## Accueil commercial
En France, Jusqu'au bout se classe à la 148e place du classement général du SNEP le 13 juin 2020, lors de sa première semaine. Elle atteint la 47e place lors de la dixième semaine dans le classement.
En Belgique, Jusqu'au bout se classe à la 47e place dans l'Ultratop 50 wallon lors de la première semaine, avant d'atteindre la 6e place lors de la douzième semaine.

## Liste de titres
| 1. | Jusqu'au bout (avec Imen Es) | 2:56 |

## Crédits
Crédits adaptés depuis Tidal.
| - Amel Bent – écriture, composition, interprète associé, voix - Imen Es – interprète associé, voix - John Mamann – écriture, composition - Renaud Rebillaud – écriture, composition, interprète associé, basse, guitare, claviers - Vitaa – écriture, composition | - Renaud Rebillaud – production, programmation, ingénieur d'enregistrement, personnel du studio - Éric Chevet – ingénieur de mastérisation, personnel du studio - Jérémie Tuil – mixage, personnel du studio - Indifférence Prod – production, production exécutive |

## Classements hebdomadaires
| Classement (2020)                       | Meilleure position |
| --------------------------------------- | ------------------ |
| Belgique (Wallonie Ultratop 50 Singles) | 6                  |
| Belgique (Wallonie Ultratop 50 Airplay) | 1                  |
| France (SNEP)                           | 47                 |
| France (SNEP Ventes)                    | 16                 |
| France (SNEP Radio)                     | 8                  |
| Suisse (Charts Romandie)                | 14                 |

## Certifications
| Région                                                                                                 | Certification | Ventes/Streams |
| --- | ------------- | -------------- |
| France (SNEP)                                                                                          | Diamant       | 50 000 000*    |
| Belgique (BEA)                                                                                         | 2 × Platine   | 40 000*        |
| *Ventes selon la certification ^Mise en rayon selon la certification xNon précisé par la certification |               |                |

## Historique de sortie
| Pays   | Date         | Format                       | Label          | Réf.  |
| ------ | ------------ | ---------------------------- | -------------- | ----- |
| Divers | 12 juin 2020 | - Téléchargement - streaming | Island Def Jam | [ 3 ] |